# Arszaf
Arszaf (arab. أرشاف) – miejscowość w Syrii, w muhafazie Aleppo. W 2004 roku liczyła 1546 mieszkańców.